# Joseph de Maistre
Joseph de Maistre (n. 1 aprilie 1753, Chambéry, Auvergne-Rhône-Alpes, Franța – d. 26 februarie 1821, Torino, Regatul Sardiniei) a fost un scriitor și filosof francez, teoretician al gândirii reacționare.
Deși francmason, a preconizat întărirea rolului papei și a susținut infailibilitatea papală înainte ca aceasta să fie adoptată în anul 1870.

## Scrieri
- La franc-maçonnerie, mémoire au Duc de Brunswick, 1782
- De la souveraineté du peuple, 1794
- Lettres d’un royaliste savoisien à ses compatriotes, 1794
- De l’État de nature ou Examen d’un écrit de Jean-Jacques Rousseau sur l’inégalité des conditions, 1795
- Considérations sur la France, 1796
- Du Pape, 1819
- Les Soirées de Saint-Pétersbourg ou Entretiens sur le gouvernement temporel de la Providence und Traité sur les Sacrifices, 1821 (postum)
- Lettres à un gentilhomme russe sur l’inquisition espagnole, 1822 (postum)
- Examen de la philosophie de Bacon, 1836 (postum)